# Saudi First Division
Saudi First Division je 2. nejvyšší saúdskoarabská fotbalová soutěž. Soutěž byla založena roku 1976. Nejvíce titulů získal klub Hajer FC. V soutěži hraje 16 týmů.

## Saudi First Division 2016/17
| Klub           | Město          | Stadion                                        |
| -------------- | -------------- | ---------------------------------------------- |
| Al Adalh FC    | Al Hulaylah    | Abdullah bin Jalawi Stadium                    |
| Al Feiha FC    | Al Majma'ah    | Prince Salman Bin Abdulaziz Sport City Stadium |
| Al Hazm FC     | Ar Rass        | Al Hazm Club Stadium                           |
| Al Jeel Club   | Al Hasa        | Prince Abdullah bin Jalawi Stadium             |
| Al Nahda FC    | Dammám         | Prince Mohamed bin Fahd Stadium                |
| Al Nojoom FC   | Al Hasa        | Prince Abdullah bin Jalawi Stadium             |
| Al Orobah FC   | Sakakah        | Al Oruba Club Stadium                          |
| Al Qaisumah FC | Qaisumah       | Al Qaisumah Club Stadium                       |
| Al Shoulla FC  | Al Kharj       | Al Shoalah Club Stadium                        |
| Al Ta'ee SC    | Ha'il          | Prince Abdul Aziz bin Musa'ed Stadium          |
| Al Watani FC   | Tabuk          | King Khalid Sport City Stadium                 |
| Damac FC       | Khamis Mushait | Prince Sultan bin Abdul Aziz Stadium           |
| Hajer FC       | Al-Hasa        | Prince Abdullah bin Jalawi Stadium             |
| Najran SC      | Najran         | Al Akhdoud Club Stadium                        |
| Ohod Club      | Medína         | Prince Mohammed bin Abdul Aziz Stadium         |
| Weg SC         | Al Hawiyah     | King Fahd Stadium                              |